# International Film Festival of Kerala

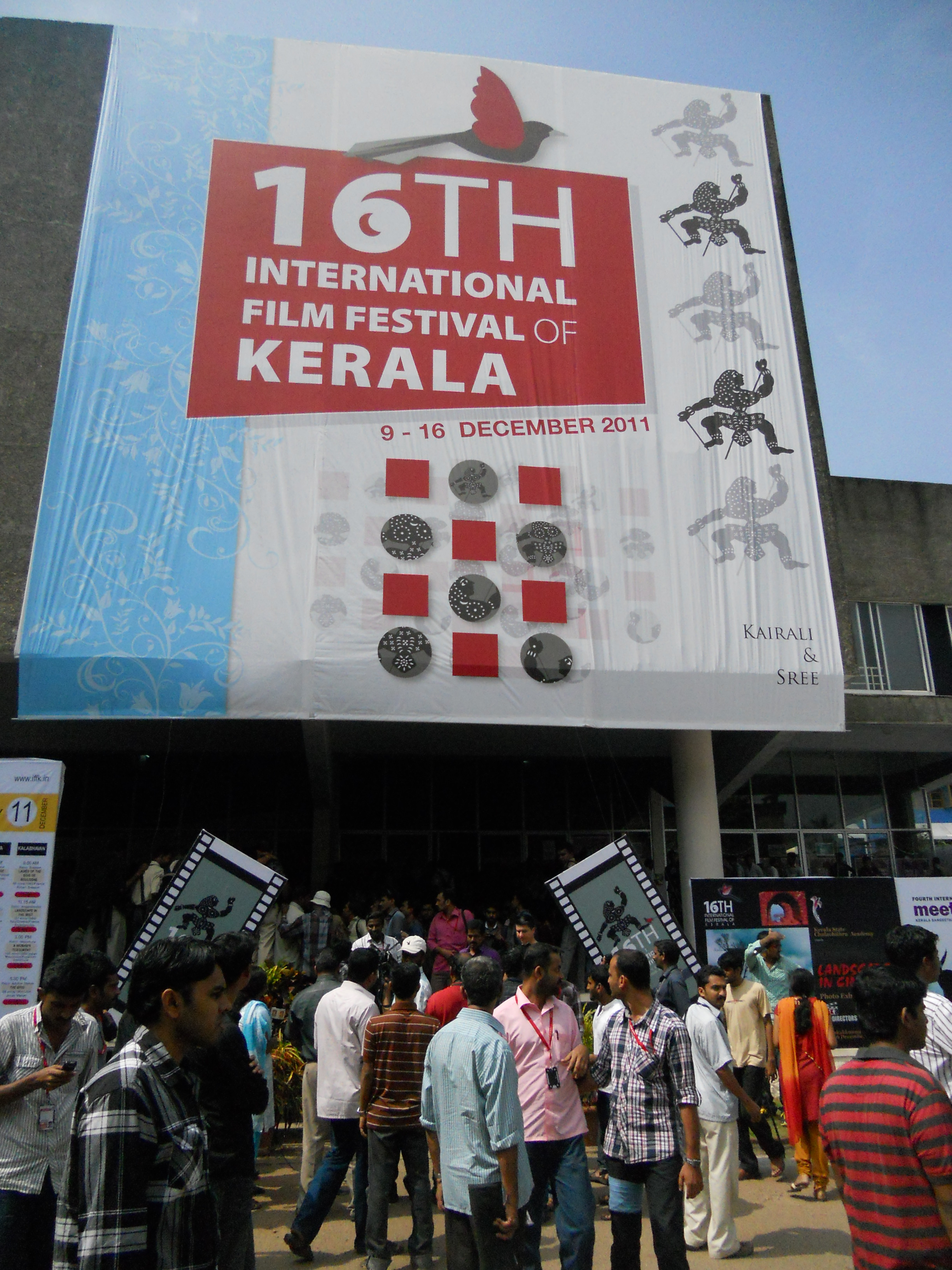
International Film Festival of Kerala 2011

Das International Film Festival of Kerala findet jährlich in Thiruvananthapuram statt, der Hauptstadt des indischen Bundesstaats Kerala.
Gemeinsam mit International Film Festival of India und dem Kolkata Film Festival zählt es zu den bedeutendsten Filmfestivals auf dem indischen Subkontinent.

## Ausrichtung
Der internationale Wettbewerb des Festivals ist auf Filme aus Afrika, Asien und Lateinamerika beschränkt.
Außerhalb des Wettbewerbs werden Retrospektiven, Hommagen und Tributes abgehalten sowie Nebenschienen mit gegenwärtigem indischem Kino, Kurzfilmen und Dokumentarfilmen veranstaltet.
Des Weiteren gibt es während des Festivals, das traditionell im Dezember stattfindet, einen Filmmarkt und Seminare zu verschiedenen Filmthemen.

## Geschichte und Organisation
Das erste Festival fand im Jahr 1995 statt. Seit 1998 tritt die neu gegründete Kerala State Chalachitra Academy („chalachitra“ bedeutet „bewegtes Bild“) als Veranstalter auf. Sie wurde vom Kulturministerium des Bundesstaats Kerala ins Leben gerufen und widmet sich auch der Veranstaltung weiterer Filmfestivals in Indien, der filmischen Fortbildung, der Vergabe von Filmpreisen und anderem mehr.
1999 fand im Rahmen des Festivals erstmals der internationale Filmwettbewerb statt. Der erste Jurypräsident war der indische Filmregisseur Adoor Gopalakrishnan.
Das International Film Festival of Kerala gehört zu jenem geringeren Teil der Filmfestivals der Welt, die eine Akkreditierung durch den internationalen Filmproduzentenverband FIAPF erhalten haben (siehe auch Liste der FIAPF-akkreditierten Filmfestivals).

## Preise
Der Hauptpreis des internationalen Wettbewerbs ist The Golden Crow Pheasant Award (auch Suvarna Chakoram). Crow pheasant ist die englische Bezeichnung für den Chinesischen Spornkuckuck (Centropus sinensis), einer in Indien weit verbreiteten Vogelart. Der Preis ist mit INR 1.000.000,- dotiert und wird zu gleichen Teilen an den Regisseur und den Produzenten des Films vergeben.
| Jahr | Gewinnerfilm                             | Regie                                          | Produktionsland                     |
| ---- | ---------------------------------------- | ---------------------------------------------- | ----------------------------------- |
| 1999 | Hai shang hua                            | Hou Hsiao-Hsien                                | Republik China (Taiwan)             |
| 2000 | Mayonnaise                               | Yun In-ho                                      | Südkorea                            |
| 2001 | Ali Zaoua, Prinz der Straße              | Nabil Ayouch                                   | Marokko/Tunesien/Frankreich/Belgien |
| 2002 | Anyangde guer                            | Wang Chao                                      | Volksrepublik China                 |
| 2003 | Abouna – Der Vater                       | Mahamat-Saleh Haroun                           | Frankreich/Tschad/Niederlande       |
| 2004 | Días de Santiago – Krieg kennt nur Opfer | Josué Méndez                                   | Peru                                |
| 2005 | Stolen Life                              | Li Shaohong                                    | Volksrepublik China                 |
| 2006 | Melegin Düsüsü – Angel’s Fall            | Semih Kaplanoğlu                               | Griechenland/Türkei                 |
| 2007 | XXY                                      | Lucía Puenzo                                   | Argentinien                         |
| 2008 | Parque vía                               | Enrique Rivero                                 | Mexiko                              |
| 2009 | Alles über Elly Jermal                   | Asghar Farhadi Ravi L. Bharwani, Rayya Makarim | Iran Indonesien                     |
| 2010 | Retratos en un mar de mentiras           | Carlos Gaviria                                 | Kolumbien                           |
| 2011 | Los colores de la montaña                | Carlos César Arbeláez                          | Kolumbien/Panama                    |
| 2012 | Sta. Niña                                | Manny Palo                                     | Philippinen                         |
| 2013 | Parviz                                   | Majid Barzegar                                 | Iran                                |
| 2014 | Refugiado                                | Diego Lerman                                   | Argentinien                         |
| 2015 | Ottaal                                   | Jayaraj                                        | Indien                              |
| 2016 | Eshtebak                                 | Mohamed Diab                                   | Ägypten                             |
| 2017 | Wajib – Hochzeit in Nazareth             | Annemarie Jacir                                | Palästina                           |
| 2018 | Otagh-e-Tarik                            | Rouhollah Hejazi                               | Iran                                |

Weitere am Festival vergebene Auszeichnungen sind The Silver Crow Pheasant Award (auch Rajata Chakoram) für die beste Regie und der
Best Debut Film Award für den besten Erstlingsfilm. Außerdem gibt es einen Publikumspreis.
Der internationale Filmkritikerverband FIPRESCI vergibt, wie auch auf anderen Filmfestivals weltweit, einen FIPRESCI-Preis an einen Film des internationalen Wettbewerbs.